# President Airlines
President Airlines es una  aerolínea ahora desaparecida con  base en Phnom Penh en Camboya.Se trataba de una aerolínea privada y que operaba vuelos regulares de pasajeros desde Phnom Penh a destinos nacionales y vuelos a Tailandia, Taiwán y Hong Kong. Su base de operaciones principal era el Aeropuerto Internacional de Phnom Penh.

## Historia
La aerolínea fue fundada en 1997 y comenzó a operar en octubre de 1998, originalmente volando rutas nacionales en Camboya. Inicialmente operaba un Fokker F28 que transportaba pasajeros y carga desde Phnom Penh a Siem Reap. President Airlines consolidó sus rutas nacionales e incluso inició rutas internacionales. En 2002 President Airlines entró en la IATA, los programas BSP posibilitaba a los agentes de viaje IATA adquirir billetes a través de sus sistemas de reserva. President Airlines ha participado también en otros grandes programas industriales de viajes: GDS, Abacus, Amadeus, Galileo y Worldspan.

## Destinos
President Airlines operó los siguientes servicios (hasta enero de 2005): 
- Destinos regulares directos: Phnom Penh, Ratanakiri y Siem Reap.
- Destinos regulares internacionales: Bangkok.

## Flota
La flota de President Airlines incluía las siguientes aeronaves (en marzo de 2007):
- 1 Antonov An-24RV

### Anteriormente operados
En agosto de 2006 la aerolínea también había operado:
- 1 Antonov An-24
- 1 Fokker F27 Mk100
- 1 Fokker 28 Mk1000

Un Boeing 737-200 fue entregado en marzo de 2003 procedente de la aerolínea serbia Aviogenex, pero fue devuelto en octubre de 2004.